# Гандінагар
Гандінагар (гудж. ગાંધીનગર) — місто у Західній Індії, адміністративний центр штату Гуджарат. Засновано 1964 року. Виконує головним чином адміністративні функції. Названо на честь М. К. Ганді, видатного політичного та духовного лідера.

## Історія
1960 року індійський штат Бомбей було розділено на два штати — Махараштру та Гуджарат. Спочатку столиця Гуджарату розташовувалася в Ахмедабаді, 1970-го  була перенесена до нового міста Гандінагар, розташованого на обох берегах річки Сабарматі.

## Клімат
Місто знаходиться у зоні, котра характеризується кліматом тропічних пустель. Найтепліший місяць — червень із середньою температурою 35.6 °C (96 °F). Найхолодніший місяць — січень, із середньою температурою 13.3 °С (56 °F).
| Клімат Гандінагара      | Клімат Гандінагара | Клімат Гандінагара | Клімат Гандінагара | Клімат Гандінагара | Клімат Гандінагара | Клімат Гандінагара | Клімат Гандінагара | Клімат Гандінагара | Клімат Гандінагара | Клімат Гандінагара | Клімат Гандінагара | Клімат Гандінагара | Клімат Гандінагара |
| Показник                | Січ.               | Лют.               | Бер.               | Квіт.              | Трав.              | Черв.              | Лип.               | Серп.              | Вер.               | Жовт.              | Лист.              | Груд.              | Рік                |
| Абсолютний максимум, °C | 32                 | 32                 | 41                 | 47                 | 47                 | 48                 | 46                 | 43                 | 41                 | 38                 | 32                 | 28                 | 48                 |
| Середній максимум, °C   | 21                 | 25                 | 30                 | 36                 | 40                 | 42                 | 38                 | 36                 | 35                 | 33                 | 28                 | 22                 | 32                 |
| Середня температура, °C | 13                 | 16                 | 22                 | 27                 | 31                 | 35                 | 33                 | 31                 | 30                 | 25                 | 19                 | 14                 | 25                 |
| Середній мінімум, °C    | 6                  | 8                  | 14                 | 19                 | 23                 | 28                 | 28                 | 27                 | 25                 | 18                 | 11                 | 7                  | 18                 |
| Абсолютний мінімум, °C  | −1                 | 1                  | 6                  | 12                 | 15                 | 17                 | 18                 | 21                 | 13                 | 10                 | 2                  | −1                 | −1                 |
| Норма опадів, мм        | 20                 | 0                  | 20                 | 0                  | 50                 | 20                 | 80                 | 70                 | 100                | 0                  | 0                  | 10                 | 420                |
| Днів з дощем            | 1                  | 0                  | 2                  | 0                  | 1                  | 1                  | 4                  | 4                  | 4                  | 0                  | 0                  | 1                  | 23                 |
| Вологість повітря, %    | 65                 | 60                 | 51                 | 37                 | 33                 | 39                 | 59                 | 65                 | 68                 | 54                 | 59                 | 67                 | 55                 |
| ----------------------- | ------------------ | ------------------ | ------------------ | ------------------ | ------------------ | ------------------ | ------------------ | ------------------ | ------------------ | ------------------ | ------------------ | ------------------ | ------------------ |
| Джерело: Weatherbase    |                    |                    |                    |                    |                    |                    |                    |                    |                    |                    |                    |                    |                    |